# كين آرمسترونغ (متسابق دراجات نارية)
كين آرمسترونغ (بالإنجليزية: Ken Armstrong)‏ هو متسابق دراجات نارية بريطاني. نافس في سباقات بطولة العالم لفئة 500 سي سي.